# Polisen i Spanien

Grått = regioner utan regional polis; Brunt = Regioner med egen regional polis; Skärt = Region där en egen regional polis är under bildande; Brandgult = regioner där Policía Nacional även fungerar som regional polis.

Polisen i Spanien är organiserad på tre nivåer, nationellt, regionalt och kommunalt. Huvudansvaret för polisväsendet åvilar de nationella poliskårerna som bägge lyder under samma generaldirektör. Vissa av de autonoma regionerna har dock regionala poliskårer med stora befogenheter. Vissa andra regioner har enheter från den nationella civila poliskåren avdelad som regional polis och underställd de regionala myndigheterna. Den kommunala polisen finns i de flesta kommuner, men har begränsade uppgifter huvudsakligen rörande trafikbrott, småbrott och ordningsstörningar. Under finansministeriet finns också en liten tullkriminalpoliskår.

## Nationella poliskårer
- Guardia Civil, Spaniens paramilitära poliskår, hade år 2004 73 000 poliser.
- Policía Nacional, Spaniens nationella civila poliskår, som huvudsakligen är verksam i städerna, hade 2006 ca 50 000 poliser.

## Regionala poliskårer
- Ertzaintza, Baskiens regionala poliskår.
- Mossos d'Esquadra, Kataloniens regionala poliskår.
- Policía Foral de Navarra, Navarras regionala poliskår.
- På Kanarieöarna finns sedan 2010 en regional poliskår, Cuerpo General de la Policía Canaria.[2][3]

## Kommunala poliskårer

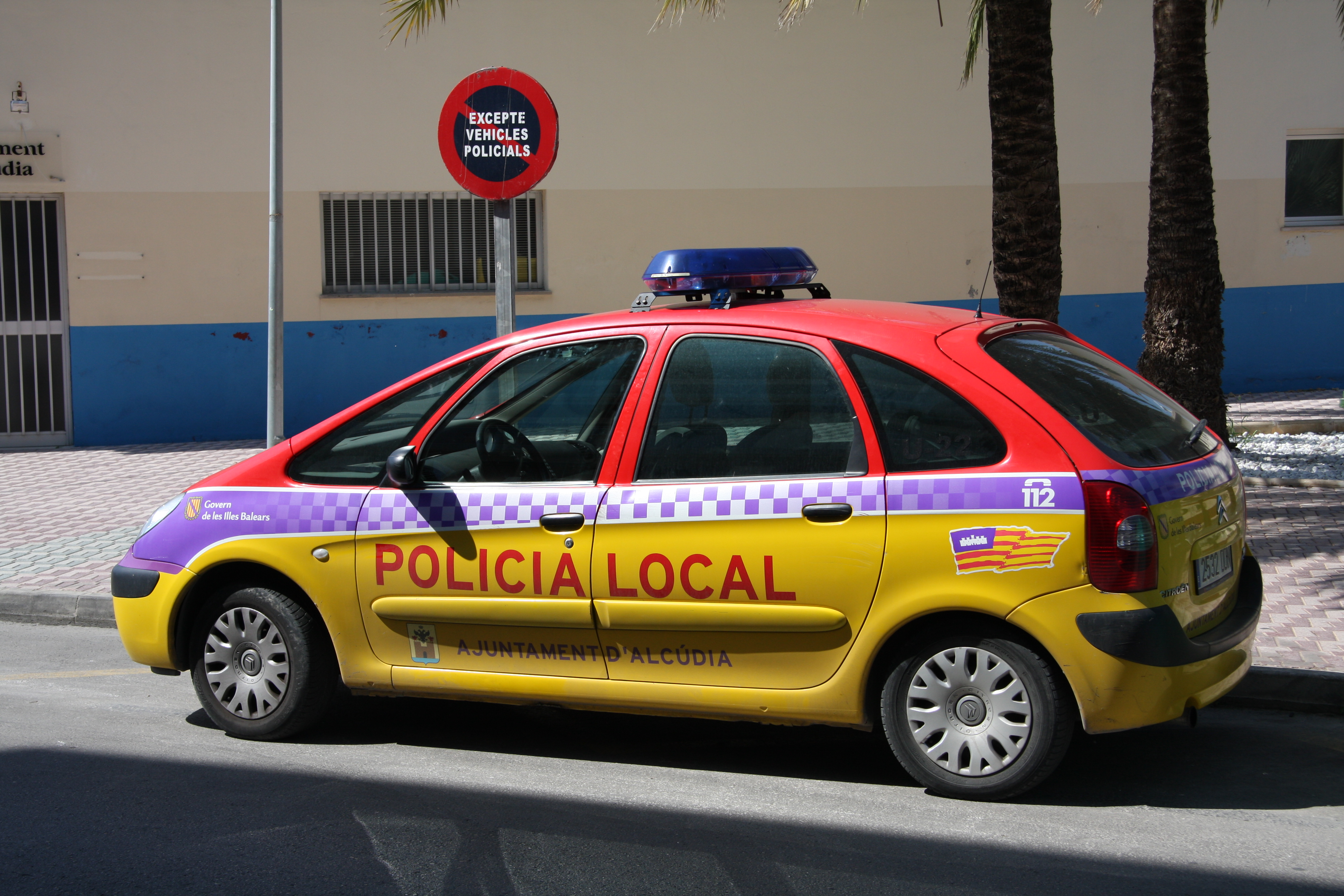
Polisbil från den kommunala polisen i Alcúdia.

Det finns 50 000 kommunala poliser i 1 700 poliskårer. 
- Policía Municipal de Madrid, Madrids kommunala polis.
- Guàrdia Urbana Barcelona, Barcelonas kommunala polis.
- Policía Local, de kommunala poliskårerna i ett stort antal kommuner.